# Compliance (terapia medica)
La compliance (termine inglese, in italiano a volte reso come acquiescenza) è l'adesione del paziente a una terapia, che può essere farmacologica o igienica (dietetica, di stile di vita, di monitoraggio periodico, ecc), dopo accurata consulenza del medico.
L'osservanza e l'aderenza ai consigli e prescrizioni mediche è da considerare un elemento essenziale di qualsiasi terapia, che perde di efficacia se non viene effettuata con puntualità e precisione; per questo il paziente ha il diritto di essere informato in modo semplice ma preciso e di ottenere così una conoscenza approfondita dei farmaci da assumere, del loro meccanismo d'azione, delle loro caratteristiche e dei possibili effetti collaterali.
Si definisce "compliante alla terapia" il paziente che segue la terapia per almeno l'80%; una compliance inferiore al 20% si definisce "resistenza". Una bassa acquiescenza della terapia (casi di interruzione volontaria, assunzioni non complete, irregolarità nell'assunzione, errata conservazione) ne riduce l'efficacia e può favorire l'insorgenza di complicanze, prolungamenti o mancata remissione delle malattie.